# Sant Ferran de Can Mas de Dalt
La capella de Sant Ferran és una capella del mas de Can Mas de Dalt, del terme municipal de Bigues i Riells, al Vallès Oriental, dins de l'àmbit de l'antic poble de Bigues.
És una capella molt petita i de sostre baix, d'una sola nau sense absis exempt. Està situada al costat de llevant de la masia de Can Mas de Dalt.